# GOES-10
GOES-10 (Geostationary Operational Environmental Satellite) — геостационарный эксплуатационный спутник, предназначенный для наблюдения за окружающей средой, известный также как GOES-K до начала эксплуатации, является американским метеорологическим спутником, входившим в состав геостационарной оперативной спутниковой системы Национальное управление океанических и атмосферных исследований США. Спутник был запущен в 1997 году и после завершения операций в рамках основной системы GOES оставался в режиме онлайн в качестве резервного космического корабля до декабря 2009 года, обеспечивая покрытие Южной Америки как GOES-SOUTH и используясь для помощи в прогнозировании ураганов для севера Америки. 1 декабря 2009 года спутник был выведен из эксплуатации и отправлен на орбиту захоронения.

## Запуск

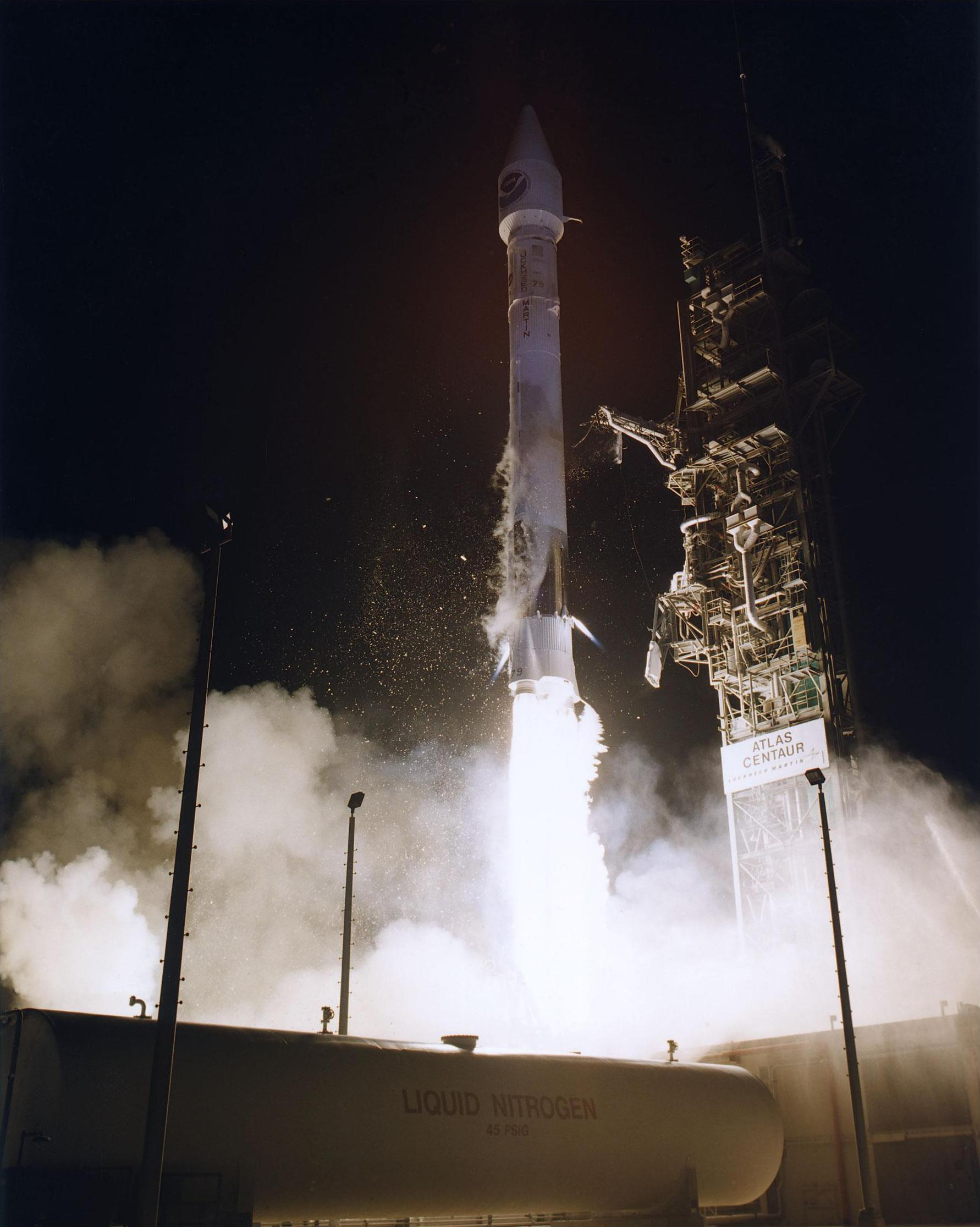
Старт GOES-10

GOES-K был запущен на борту международной ракеты-носителя Атлас-1, выполняющей полёты со стартового комплекса 36B на станции ВВС на мысе Канаверал. Его запуск был последним полётом ракеты «Атлас I», которая была выведена из эксплуатации в пользу модернизированного «Атласа II». После запуска GOES-K располагался на долготе 105° западного направления для тестирования приборов после запуска в течение весны 1998 года и был назван GOES-10.

## Операции
Во время испытаний на орбите системы, отвечающей за поворот солнечной батареи для отслеживания Солнца, в работе GOES-10 возникли неисправности. В начале тестирования спутник дважды выходил из строя. После двух месяцев анализа было установлено, что он не мог функционировать в одном положении, поэтому спутник был повёрнут на 180 градусов, из-за этих ошибок тестирование длилось дольше, чем первоначально планировалось. Менее чем через месяц он возобновил работу после того, как система контроля ориентации на спутнике GOES-9 начала выходить из строя. GOES-10 работал на 135° западного направления до 27 июня 2006 года, когда его заменили на GOES-11, так как в нём заканчивалось топливо. Он оставался в рабочем состоянии в качестве резервного спутника до тех пор, пока GOES-13 не вступил в строй. В конце 2006 года NOAA перевела GOES-10 на 60° западного направления, чтобы посвятить выделенное время сканированию покрытию Южной Америки в рамках Глобальной системы систем наблюдения Земли (GEOSS). Во время движения GOES-10 NESDIS непрерывно сканировал южную часть США в течение 1 минуты. GOES-10 был снят с эксплуатации 1 декабря 2009 года из-за почти полного истощения топлива. Оставшееся топливо использовалось, чтобы вывести его на орбиту захоронения.